# Орлово Второе
Орлово Второе — деревня в Козельском районе Калужской области. Входит в состав Сельского поселения «Село Попелёво».

## Географическое положение
Расположено примерно в 8 км к северу от села Попелёво  на ручье, впадающем в реку Серёна.

## Население
В 2021 году в деревне проживает всего 1 человек, москвичка на пенсии.